# Marialitos
Marialitos är en ort i Mexiko.   Den ligger i kommunen Aquila och delstaten Michoacán de Ocampo, i den södra delen av landet, 500 km väster om huvudstaden Mexico City. Marialitos ligger 100 meter över havet och antalet invånare är 110.
Terrängen runt Marialitos är huvudsakligen kuperad, men norrut är den bergig. Marialitos ligger nere i en dal. Runt Marialitos är det glesbefolkat, med 8 invånare per kvadratkilometer. Närmaste större samhälle är Aquila, 12,4 km norr om Marialitos. I omgivningarna runt Marialitos växer i huvudsak lövfällande lövskog.